# Tambakprogaten
Tambakprogaten is een bestuurslaag in het regentschap Kebumen van de provincie Midden-Java, Indonesië. Tambakprogaten telt 2199 inwoners (volkstelling 2010).